# Daviscupový tým Chile
Daviscupový tým Chile reprezentuje Chile v Davisově poháru od roku 1928 pod vedením národního tenisového svazu Federación de Tenis de Chile. 
Nejlepším výsledkem družstva je finále v Davis Cupu 1976, kdy v Santiagu podlehlo Itálii 1:4 na zápasy. 
Týmovým statistikám vévodí Luis Ayala, jenž zaznamenal nejvyšší počet 37 vyhraných zápasů a 27 vítězných dvouher. Nejvíce, 13 čtyřher, vyhrál Hans Gildemeister. Patricio Cornejo nastoupil do nejvyššího počtu 39 mezistátních utkání v 16 sezónách. Cristian Garín se v zářijové Světové baráži 2012 stal v 16 letech a 107 dnech nejmladším hráčem, jenž zasáhl do zápasu. Naopak jako nejstarší nastoupil Jaime Fillol do zářijové Světové baráže 1983 proti Velké Británii, kdy mu bylo 37 let a 119 dní.
Historický rekord Davisova poháru v počtu 76 gemů v jediném setu drží Chilané Patricio Cornejo s Jaimem Fillolem, kteří ve čtyřhře amerického pásmového finále Davisova poháru 1973 prohráli s Američany Stanem Smithem a Erikem van Dillenem po setech 9–7, 39–37, 6–8, 3–6 a 1–6.

## Historie
Chile v soutěži debutovalo v roce 1928, ovšem do roku 1933 nevyhrálo žádný mezistátní zápas, než porazilo Uruguay. Na domácí půdě zvítězilo poprvé v roce 1969 po výhře nad Argentinou, když se jednalo o teprve druhý duel na chilském území.  
Ve formátu šestnáctičlenné Světové skupiny, hraném mezi roky 1981–2018, se celek třikrát probojoval do čtvrtfinále. Poprvé v roce 1982 odešel poražen 1:4 od Austrálie, poté v Davis Cupu 2006 nestačil na Spojené státy 2:3 a potřetí jej roku 2010 vyřadila Česká republika 4:1 na zápasy.
V roce 2008 si celek po jednoleté pauze zajistil návrat do Světové skupiny, když v baráži porazil Austrálii 3:2 na zápasy. V úvodním kole Světové skupiny 2009 Chilané prohráli s Chorvatskem a v baráži přehráli Rakousko.  
V nově zavedeném kvalifikačním kole Davis Cupu 2019 družstvo zdolalo Rakousko a postoupilo do listopadového finálového turnaje v Madridu, v němž po prohrách s Argentinou a  Německem nepostoupilo ze základní skupiny.

## Složení týmu 2019
Žebříček ATP je uveden k listopadovému finále 2019.
| Tenista                    | žebříček ATP | žebříček ATP | daviscupové výhry–prohry | daviscupové výhry–prohry | daviscupové výhry–prohry | zdroj |
| Tenista                    | dvouhra      | čtyřhra      | celkem                   | dvouhra                  | čtyřhra                  | zdroj |
| -------------------------- | ------------ | ------------ | ------------------------ | ------------------------ | ------------------------ | ----- |
| Cristian Garín             | 33.          | 343.         | 11–12                    | 10–11                    | 1–1                      | [ 3 ] |
| Nicolás Jarry              | 77.          | 70.          | 14–8                     | 9–5                      | 5–3                      | [ 4 ] |
| Alejandro Tabilo           | 208.         | 486.         | 0–0                      | 0–0                      | 0–0                      | [ 5 ] |
| Marcelo Tomás Barrios Vera | 326.         | 525.         | 1–1                      | 1–0                      | 0–1                      | [ 6 ] |
| Hans Podlipnik Castillo    | –            | 128.         | 11–5                     | 3–2                      | 8–3                      | [ 7 ] |
| Kapitán: Nicolás Massú     |              |              |                          |                          |                          |       |

## Přehled finále: 1 (0–1)
Chile postoupilo do finále bez boje, když Sovětský svaz odmítl přicestovat na mezipásmové semifinále do Jižní Ameriky v důsledku protestu proti vojenské diktatuře Augusta Pinocheta. Sovětský tým byl poté vyloučen z ročníků 1977 a 1978.
| Estadio Nacional, Santiago, Chile 17.–19. prosince 1976 antuka |  |                                                                    |     |     |     |      |    |  |
| \| \| \| \| 1. \| 2. \| 3. \| 4. \| 5. \| \| \| -- \| \| ------------------------------------------------------------------ \| --- \| --- \| --- \| ---- \| -- \| \| \| 1. \| \| Jaime Fillol Corrado Barazzutti \| 5 7 \| 6 4 \| 5 7 \| 1 6 \| \| \| \| 2. \| \| Patricio Cornejo Adriano Panatta \| 3 6 \| 1 6 \| 3 6 \| \| \| \| \| 3. \| \| Patricio Cornejo / Jaime Fillol Paolo Bertolucci / Adriano Panatta \| 6 3 \| 2 6 \| 7 9 \| 3 6 \| \| \| \| 4. \| \| Jaime Fillol Adriano Panatta \| 6 8 \| 4 6 \| 6 3 \| 8 10 \| \| \| \| 5. \| \| Belus Prajoux Antonio Zugarelli \| 6 4 \| 6 4 \| 6 2 \| \| \| \| \| \| \| \| \| \| \| \| \| \| \| \| \| \| \| \| \| \| \| \| \| \| \| \| \| \| \| \| \| \| \| \| \| \| \| \| \| \| \| \| \| \| \| \| \| \| \| \| \| \| |  |                                                                    |     |     |     |      |    |  |
| |  |                                                                    | 1.  | 2.  | 3.  | 4.   | 5. |  |
| 1. |  | Jaime Fillol Corrado Barazzutti                                    | 5 7 | 6 4 | 5 7 | 1 6  |    |  |
| 2. |  | Patricio Cornejo Adriano Panatta                                   | 3 6 | 1 6 | 3 6 |      |    |  |
| 3. |  | Patricio Cornejo / Jaime Fillol Paolo Bertolucci / Adriano Panatta | 6 3 | 2 6 | 7 9 | 3 6  |    |  |
| 4. |  | Jaime Fillol Adriano Panatta                                       | 6 8 | 4 6 | 6 3 | 8 10 |    |  |
| 5. |  | Belus Prajoux Antonio Zugarelli                                    | 6 4 | 6 4 | 6 2 |      |    |  |
| |  |                                                                    |     |     |     |      |    |  |
| |  |                                                                    |     |     |     |      |    |  |
| |  |                                                                    |     |     |     |      |    |  |
| |  |                                                                    |     |     |     |      |    |  |
| |  |                                                                    |     |     |     |      |    |  |

## Přehled zápasů

### 2010–2019
| Rok  | úroveň                                   | datum                | místo                    | soupeř                 | skóre | výsledek |
| ---- | ---------------------------------------- | -------------------- | ------------------------ | ---------------------- | ----- | -------- |
| 2010 | Světová skupina, 1. kolo                 | 6.–8. března         | Coquimbo (CHI)           | Izrael                 | 4–1   | výhra    |
| 2010 | Světová skupina, čtvrtfinále             | 9.–11. července      | Coquimbo (CHI)           | Česko                  | 1–4   | prohra   |
| 2011 | Světová skupina, 1. kolo                 | 4.–6. března         | Santiago (CHI)           | Spojené státy          | 1–4   | prohra   |
| 2011 | Světová baráž                            | 7.–9. července       | Santiago (CHI)           | Itálie                 | 1–4   | prohra   |
| 2012 | I. skupina Americké zóny, 2. kolo        | 6.–8. dubna          | Montevideo (URU)         | Uruguay                | 3–1   | výhra    |
| 2012 | Světová baráž                            | 14.–16. září         | Neapol (ITA)             | Itálie                 | 1–4   | prohra   |
| 2013 | I. skupina Americké zóny, 2. kolo        | 5.–7. dubna          | Manta (ECU)              | Ekvádor                | 2–3   | prohra   |
| 2013 | I. skupina Americké zóny, 2. kolo baráže | 13.–15. září         | Santo Domingo Este (DOM) | Dominikánská republika | 1–4   | prohra   |
| 2014 | II. skupina Americké zóny, 1. kolo       | 31. ledna – 2. února | Bridgetown (BAR)         | Barbados               | 2–3   | prohra   |
| 2014 | II. skupina Americké zóny, baráž         | 4.–6. dubna          | Santiago (CHI)           | Paraguay               | 5–0   | výhra    |
| 2015 | II. skupina Americké zóny, 1. kolo       | 6.–8. března         | Santiago (CHI)           | Peru                   | 5–0   | výhra    |
| 2015 | II. skupina Americké zóny, 2. kolo       | 17.–19. července     | Talcahuano (CHI)         | Mexiko                 | 5–0   | výhra    |
| 2015 | II. skupina Americké zóny, 3. kolo       | 18.–20. září         | Santiago (CHI)           | Venezuela              | 5–0   | výhra    |
| 2016 | I. skupina Americké zóny, 1. kolo        | 4.–6. března         | Santiago (CHI)           | Dominikánská republika | 5–0   | výhra    |
| 2016 | I. skupina Americké zóny, 2. kolo        | 15.–17. července     | Iquique (CHI)            | Kolumbie               | 3–1   | výhra    |
| 2016 | Světová baráž                            | 16.–18. září         | Halifax (CAN)            | Kanada                 | 0–5   | prohra   |
| 2017 | I. skupina Americké zóny, 1. kolo        | 3.–5. února          | Santo Domingo Este (DOM) | Dominikánská republika | 5–0   | výhra    |
| 2017 | I. skupina Americké zóny, 2. kolo        | 7.–9. dubna          | Medellín (COL)           | Kolumbie               | 1–3   | prohra   |
| 2018 | I. skupina Americké zóny, 1. kolo        | 2.–3. února          | Santiago (CHI)           | Ekvádor                | 3–1   | výhra    |
| 2018 | I. skupina Americké zóny, 2. kolo        | 6.–7. dubna          | San Juan (ARG)           | Argentina              | 2–3   | prohra   |
| 2019 | Kvalifikační kolo                        | 1.–2. února          | Salcburk (AUT)           | Rakousko               | 3–2   | výhra    |
| 2019 | Finále, základní skupina                 | 19. listopadu        | Madrid (ESP)             | Argentina              | 0–3   | prohra   |
| 2019 | Finále, základní skupina                 | 21. listopadu        | Madrid (ESP)             | Německo                | 1–2   | prohra   |